# Vítězný oblouk (román)
Vítězný oblouk je román německého spisovatele Ericha Maria Remarquea, který byl vydán v roce 1946.

## Děj
Děj románu se odehrává v Paříži těsně před druhou světovou válkou. Hlavním hrdinou je německý lékař – chirurg Ravic. Ravic utekl do Paříže před nacismem. Žije bez dokladů a pracuje ilegálně na jedné z místních klinik. Jedné noci potkává dívku Joan, které zemřel přítel, který ji vzal do Paříže. Pomůže jí a oba se postupně do sebe zamilují, ale jejich vztah je dost rozporuplný a nestálý. Ravic pak náhodně v Paříži potkává Haakeho, příslušníka Gestapa, který ho a jeho přátele a další lidi vyslýchal, týral a mučil. Zprvu se mu zdá, že jde jen o přelud, přesto se ho zmocňuje touha po pomstě. Nakonec se podaří Ravikovi Haakeho zabít a značně se mu uleví a smíří se sám se sebou. Kniha končí smrtí Joan a vyhlášením mobilizace ve Francii. Všichni ví, že se blíží válka. Ravic a další ilegální uprchlíci jsou zatčeni policií.

### Hlavní postavy
- Ravic – původem Němec, lékař, pobýval nedobrovolně v různých koutech Evropy, dokonce byl lékařem ve španělské občanské válce, poté se usadil v Paříži. Zde byl ilegálně zaměstnán jako chirurg. Na konci knihy udá své pravé jméno jako Ludvík Fresenburg.
- Joan Madouová – smíšený původ (otec Rumun, matka Britka), s přítelem přijíždí do Paříže. Ten ale brzy umírá. Kdyby se o ni Ravic nepostaral, tvrdí Joan, spáchala by sebevraždu.
- Haake – německý nacista, v Německu vedl výslechy na gestapu. Ravic jej při prvním potkání okamžitě poznává, avšak Haake Ravika ne. Jeho chuť navštívit nějaký noční klub mu byla osudná.
- Boris Morozov – Ravicův nejlepší a snad i jediný přítel v Paříži, pracuje jako vrátný v jednom nočním klubu. S Ravicem hrávají šachy, poté, co Ravic potkává Haakeho, pomáhá mu s jeho plánem na Haakeho zabití.
- Veber – francouzský lékař, který zaměstnává Ravica na černo.
- André Durant – lékař, poměrně dobrý diagnostik, ale slabý operatér. Bral velké peníze za Ravicovy operace a dával mu malé honoráře.

## Filmová adaptace
- Vítězný oblouk (org. Arch of Triumph) – britský romantický film režiséra Warise Husseina z roku 1985. V hlavní roli Anthony Hopkins, Lesley-Anne Down, Donald Pleasence, Frank Finlay, Martin Benson, Richard Driscoll.